# Porites sillimaniani
Porites sillimaniani är en korallart som beskrevs av Nemenzo 1976. Porites sillimaniani ingår i släktet Porites och familjen Poritidae. Inga underarter finns listade i Catalogue of Life.